# Thomas FitzAlan, 17. Earl of Arundel

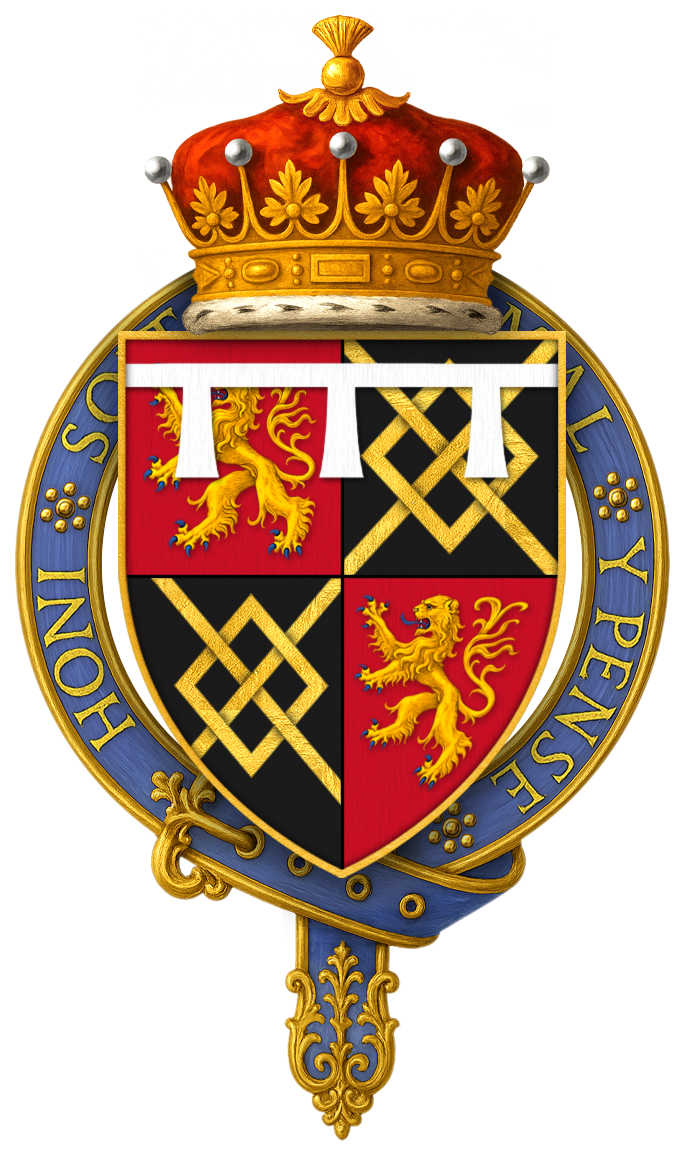
Wappen des Thomas FitzAlan, 17. Earl of Arundel

Thomas FitzAlan, 17. Earl of Arundel KG (* 1450; † 25. Oktober 1524 in Singleton, West Sussex) war ein englischer Peer.

## Leben
FitzAlan war der älteste Sohn von William FitzAlan, 16. Earl of Arundel, und seiner Frau Lady Joan Neville, älteste Tochter von Richard Neville, de iure uxoris 5. Earl of Salisbury und dessen Frau Alice Montagu 5. Countess of Salisbury. Als Heir apparent seines Vaters führte er seit Geburt den Höflichkeitstitel Lord Maltravers. Im Rahmen der Krönung von Eduard IV. zum König wurde er am 27. Juni 1461 zum Knight of the Bath geschlagen.
Am 17. Februar 1466 heiratete er Lady Margaret Woodville († 1492), siebte Tochter von Richard Woodville, 1. Earl Rivers, und jüngere Schwester von Lady Elizabeth Woodville, Ehefrau von Edward IV. Thomas und Margaret hatten zwei Söhne und zwei Töchter:
- William FitzAlan, 18. Earl of Arundel (1476–1544);
- Hon. Edward FitzAlan (* nach 1477);
- Lady Margaret FitzAlan († nach 1493), ⚭ John de la Pole, 1. Earl of Lincoln;
- Lady Joan FitzAlan († 1508), ⚭ George Nevill, 5. Baron Bergavenny.

Am 26. Februar 1474 wurde er als Knight Companion in den Hosenbandorden aufgenommen. Am 15. November 1482 übertrug ihm der König mit dem ersten Writ of Acceleration in der englischen Geschichte vorzeitig den nachgeordneten Titel seines Vaters, als 7. Baron Maltravers. Als solcher nahm er am 6. Juli 1483 an der Krönung von Richard III. teil. Im September 1486 wurde er einer der Taufpaten von Arthur Tudor. Bei der Krönung von Königin Elizabeth of York im November 1487 trug er das Zepter mit der Taube. Beim Tod seines Vaters erbte er 1487 auch dessen übrige Adelstitel als 17. Earl of Arundel (erster Verleihung), 10. Earl of Arundel (zweiter Verleihung) und 7. Baron Arundel. 1489 wurde er zum Warden of the New Forest ernannt. 1520 nahm er wie alle Ritter des Hosenbandordens am Camp du Drap d’Or teil.